# Imperata
Imperata là một chi thực vật có hoa trong họ Hòa thảo (Poaceae).

## Loài
Chi Imperata gồm các loài:
- Imperata brasiliensis
- Imperata brevifolia
- Imperata conferta
- Imperata contracta
- Imperata cylindrica
- Imperata exaltata Brongn.
- Imperata minutiflora
- Imperata tenuis